# Соперничество Андре Агасси и Пита Сампраса
Соперничество Андре Агасси и Пита Сампраса — история личных встреч и борьбы за лидерство в рейтинге ATP между представляющими США теннисистами Андре Агасси и Питом Сампрасом. С 1989 по 2002 год Сампрас и Агасси сыграли между собой в 34 официальных матчах, из которых Сампрас выиграл 20, а Агасси 14. Из этих матчей 9 были сыграны в турнирах Большого шлема и ещё 6 в итоговых турнирах сезона ATP (баланс побед и поражений соответственно 6:3 и 4:2 в пользу Сампраса), 16 встреч состоялись в финалах турниров всех уровней (счёт 9:7 в пользу Сампраса). Сампрас выиграл за карьеру 14 турниров Большого шлема, 286 недель возглавлял рейтинг ATP (оба показателя, рекордные к моменту окончания выступлений, улучшены позже Роджером Федерером) и 6 раз завершал год в ранге первой ракетки мира. Агасси, раньше соперника начавший и позже завершивший профессиональную карьеру, 8 раз становился победителем турниров Большого шлема, возглавлял рейтинг на протяжении 101 недели (в последний раз уже после завершения Сампрасом карьеры) и 1 раз окончил сезон на первой позиции. Он также стал первым после Рода Лейвера игроком за Открытую эру, завоевавшим карьерный Большой шлем, выиграв за годы выступлений все четыре входящих в него турнира.

## История соперничества
Агасси и Сампрас родились с разницей чуть больше чем в год и впервые встретились на корте, когда первому было 10 лет. Агасси начал профессиональную карьеру раньше и быстро добился успехов, уже в 1988 году дважды сыграв в полуфиналах турниров Большого шлема. Сампрас, напротив, в этом году только перешёл в профессионалы, закончив сезон хотя и в первой сотне рейтинга ATP, но далеко от лидеров. Его первая встреча с Агасси в профессиональном турнире состоялась в следующем году, на грунтовом корте Открытого чемпионата Италии. Грунт был (и остался в дальнейшем) наименее удобным для Сампраса покрытием, и Агасси одержал в матче уверенную победу.
Следующий сезон ознаменовал прорыв в теннисную элиту уже для Сампраса, в турнире в Филадельфии на крытых ковровых кортах завоевавшего свой первый титул после побед над Агасси (на тот момент 6-м в рейтинге) и олимпийским вице-чемпионом Тимом Майоттом. Третья встреча между Сампрасом и Агасси состоялась уже в финале Открытого чемпионата США в том же году. Это был самый «молодой» мужской одиночный финал в истории турниров Большого шлема с начала Открытой эры — средний возраст финалистов составлял 19 лет и 8 месяцев. Сампрас был посеян под 12-м номером, Агасси под 4-м, но победу одержал более молодой из конкурентов с разгромным счёртом 6:4, 6:3, 6:2, за первый сет отдав сопернику на своей подаче только 6 мячей, во втором — 5, а в третьем выиграв четыре заключительных гейма.
За следующие 12 лет Сампрас и Агасси сыграли между собой ещё 31 официальный матч. Их соперничество вызывало повышенный интерес как потому, что оба теннисиста претендовали на роль лидера рейтинга и часто выигрывали наиболее престижные турниры, так и благодаря разнице в темпераменте и стиле игры. Сампрас был обладателем одной из лучших подач своего времени и мощного удара открытой ракеткой, много времени проводившим в обменах ударами с задней линии. Вторая подача Сампраса, такая же мощная и надёжная, как первая, считается одной из лучших в истории. Агасси начинал карьеру как игрок атакующего плана, шедший к сетке сразу после подачи и старавшийся завершить розыгрыш как можно быстрее. Позднее, однако, и он стал больше играть с задней линии, практически одинаковыми по силе дальними ударами изматывая соперников. Соперничество Сампраса и Агасси позволило фирме Nike, бывшей официальным поставщиком спортивной формы для обоих спортсменов, снять в 1995 году один из своих самых известных рекламных роликов, известный как «Guerrilla Tennis». В сюжете, снятом кинорежиссёром Спайком Джонзом, Агасси и Сампрас проводили импровизированную игру на улице Нью-Йорка. Вскоре после съёмок ролика Сампрас и Агасси — соответственно 1-я и 2-я ракетка мира — в очередной раз встретились в финале Открытого чемпионата США.
Соперничество было приблизительно равным до 1996 года, после чего Сампрас продолжал доминировать в рейтинге, закончив в ранге первой ракетки мира шесть сезонов подряд, а в игре Агасси наступил резкий спад, закончившийся на 141-й позиции в рейтинге в ноябре
1997 года. В 1999 году он, однако, вернулся в лучшую форму и завершил этот сезон на первом месте в рейтинге. В этом и трёх последующих сезонах они встречались с Сампрасом 11 раз (включая четвертьфинал Открытого чемпионата США 2001 года, который историк тенниса Стив Флинк включил в число величайших матчей в истории игры). Их последняя встреча в финале Открытого чемпионата США 2002 года, закончившаяся победой Сампраса, стала и последним матчем в его карьере. Агасси продолжал выступать, в возрасте 33 лет на некоторое время вернув себе первое место в рейтинге, и завершил карьеру также на Открытом чемпионате США — после поражения в 3-м раунде от Беньямина Беккера.

## Официальные матчи
| Легенда                                          | Агасси | Сампрас |
| ------------------------------------------------ | ------ | ------- |
| Большой шлем                                     | 3      | 6       |
| Чемпионат мира ATP                               | 2      | 4       |
| ATP Championship Series, Single Week/ATP Super 9 | 5      | 5       |
| ATP Championship Series                          | 0      | 1       |
| Гран-при/ATP World/ATP International             | 4      | 4       |
| Итого                                            | 14     | 20      |
| Финалы                                           | 7      | 9       |

| Покрытие | Агасси | Сампрас |
| -------- | ------ | ------- |
| Хард     | 9      | 11      |
| Ковёр    | 2      | 5       |
| Грунт    | 3      | 2       |
| Трава    | 0      | 2       |

| №   | Год  | Турнир                       | Покрытие | Раунд      | Победитель | Счёт                      | Агасси | Сампрас |
| --- | ---- | ---------------------------- | -------- | ---------- | ---------- | ------------------------- | ------ | ------- |
| 1.  | 1989 | Рим, Италия                  | Грунт    | 2-й раунд  | Агасси     | 6-2, 6-1                  | 1      | 0       |
| 2.  | 1990 | Филадельфия, США             | Ковёр(i) | 3-й раунд  | Сампрас    | 5-7, 7-5 — отказ          | 1      | 1       |
| 3.  | 1990 | Открытый чемпионат США       | Хард     | Финал      | Сампрас    | 6-4, 6-3, 6-2             | 1      | 2       |
| 4.  | 1990 | Чемпионат мира ATP           | Ковёр(i) | Группа     | Агасси     | 6-4, 6-2                  | 2      | 2       |
| 5.  | 1991 | Чемпионат мира ATP           | Ковёр(i) | Группа     | Сампрас    | 6-3, 1-6, 6-3             | 2      | 3       |
| 6.  | 1992 | Атланта, США                 | Грунт    | Финал      | Агасси     | 7-5, 6-4                  | 3      | 3       |
| 7.  | 1992 | Открытый чемпионат Франции   | Грунт    | 1/4 финала | Агасси     | 7-66, 6-2, 6-1            | 4      | 3       |
| 8.  | 1993 | Уимблдонский турнир          | Трава    | 1/4 финала | Сампрас    | 6-2, 6-2, 3-6, 3-6, 6-4   | 4      | 4       |
| 9.  | 1994 | Майами, США                  | Хард     | Финал      | Сампрас    | 5-7, 6-3, 6-3             | 4      | 5       |
| 10. | 1994 | Осака, Япония                | Хард     | 1/2 финала | Сампрас    | 6-3, 6-1                  | 4      | 6       |
| 11. | 1994 | Париж, Франция               | Ковёр(i) | 1/4 финала | Агасси     | 7-66, 7-5                 | 5      | 6       |
| 12. | 1994 | Чемпионат мира ATP           | Ковёр(i) | 1/2 финала | Сампрас    | 4-6, 7-65, 6-3            | 5      | 7       |
| 13. | 1995 | Открытый чемпионат Австралии | Хард     | Финал      | Агасси     | 4-6, 6-1, 7-66, 6-4       | 6      | 7       |
| 14. | 1995 | Индиан-Уэллс, США            | Хард     | Финал      | Сампрас    | 7-5, 6-3, 7-5             | 6      | 8       |
| 15. | 1995 | Майами                       | Хард     | Финал      | Агасси     | 3-6, 6-2, 7-63            | 7      | 8       |
| 16. | 1995 | Монреаль, Канада             | Хард     | Финал      | Агасси     | 3-6, 6-2, 6-3             | 8      | 8       |
| 17. | 1995 | Открытый чемпионат США       | Хард     | Финал      | Сампрас    | 6-4, 6-3, 4-6, 7-5        | 8      | 9       |
| 18. | 1996 | Сан-Хосе, США                | Хард(i)  | Финал      | Сампрас    | 6-2, 6-3                  | 8      | 10      |
| 19. | 1996 | Штутгарт, Германия           | Ковёр(i) | 1/4 финала | Сампрас    | 6-4, 6-1                  | 8      | 11      |
| 20. | 1996 | Чемпионат мира ATP           | Ковёр(i) | Группа     | Сампрас    | 6-2, 6-1                  | 8      | 12      |
| 21. | 1998 | Сан-Хосе                     | Хард(i)  | Финал      | Агасси     | 6-2, 6-4                  | 9      | 12      |
| 22. | 1998 | Монте-Карло, Монако          | Грунт    | 2-й раунд  | Сампрас    | 6-4, 7-5                  | 9      | 13      |
| 23. | 1998 | Торонто, Канада              | Хард     | 1/4 финала | Агасси     | 6-75, 6-1, 6-2            | 10     | 13      |
| 24. | 1999 | Уимблдонский турнир          | Трава    | Финал      | Сампрас    | 6-3, 6-4, 7-5             | 10     | 14      |
| 25. | 1999 | Лос-Анджелес, США            | Хард     | Финал      | Сампрас    | 7-63, 7-61                | 10     | 15      |
| 26. | 1999 | Цинциннати, США              | Хард     | 1/2 финала | Сампрас    | 7-67, 6-4                 | 10     | 16      |
| 27. | 1999 | Чемпионат мира ATP           | Хард(i)  | Группа     | Агасси     | 6-2, 6-2                  | 11     | 16      |
| 28. | 1999 | Чемпионат мира ATP           | Хард(i)  | Финал      | Сампрас    | 6-1, 7-5, 6-4             | 11     | 17      |
| 29. | 2000 | Открытый чемпионат Австралии | Хард     | 1/2 финала | Агасси     | 6-4, 3-6, 6-70, 7-65, 6-1 | 12     | 17      |
| 30. | 2001 | Индиан-Уэллс                 | Хард     | Финал      | Агасси     | 7-65, 7-5, 6-1            | 13     | 17      |
| 31. | 2001 | Лос-Анджелес                 | Хард     | Финал      | Агасси     | 6-4, 6-2                  | 14     | 17      |
| 32. | 2001 | Открытый чемпионат США       | Хард     | 1/4 финала | Сампрас    | 6-77, 7-62, 7-62, 7-65    | 14     | 18      |
| 33. | 2002 | Хьюстон, США                 | Грунт    | 1/2 финала | Сампрас    | 6-1, 7-5                  | 14     | 19      |
| 34. | 2002 | Открытый чемпионат США       | Хард     | Финал      | Сампрас    | 6-3, 6-4, 5-7, 6-4        | 14     | 20      |

## Сравнительное положение в рейтинге в конце сезона
| Год          | 1986 | 1987 | 1988 | 1989 | 1990 | 1991 | 1992 | 1993 | 1994 | 1995 | 1996 | 1997 | 1998 | 1999 | 2000 | 2001 | 2002 | 2003 | 2004 | 2005 | 2006 |
| ------------ | ---- | ---- | ---- | ---- | ---- | ---- | ---- | ---- | ---- | ---- | ---- | ---- | ---- | ---- | ---- | ---- | ---- | ---- | ---- | ---- | ---- |
| Андре Агасси | 91   | 25   | 3    | 7    | 4    | 10   | 9    | 24   | 2    | 2    | 8    | 110  | 6    | 1    | 6    | 3    | 2    | 4    | 8    | 7    | 150  |
| Пит Сампрас  |      |      | 97   | 81   | 5    | 6    | 3    | 1    | 1    | 1    | 1    | 1    | 1    | 3    | 3    | 10   | 13   |      |      |      |      |